# Szereposztó dívány
A szereposztó dívány egy kifejezés, amelyet leggyakrabban megalázó szexuális tevékenység helyeként említenek, amelyen színművészeket a vágyott szerepekért szexszel zsarolnak. Olyan fiktív vagy valódi dívány, átvitt értelemben hely vagy helyiség, amely világszerte olyan szakmai helyzetekre utal, amikor az egymással alá- és fölérendelt pozícióban dolgozó, együttműködő munkatársak között létrejövő szexuális tevékenységet munkaköri előnyhöz juttatás és/vagy jutás céljára használnak. Elsődlegesen a színjátszással, a filmiparral kapcsolatban elterjedt nemzetközi fogalom, így leggyakrabban a showbiznisz szexuális eszközökkel folytatott szereposztó politikájának szinonimájaként használják, ám bármilyen más, hatalmi helyzetet magában foglaló munkában is elképzelhető a jelenség. Ezt illusztrálja, hogy 2017-ben az Európai Parlamentben kipattant zaklatási ügyek nyomán a 2017. október 25-i plenáris ülésen az EP-képviselők is megvitatták a szexuális zaklatás problémáját.
A jelenség feltételei sokszor adottak. A társadalmi kapcsolatok, az erősebb ambíció, az érintett felek státuszkülönbsége az írott és íratlan erkölcsi szabályok semmibevételével, amelyet csak a saját etikai-morális értékrend befolyásol, mind hozzájárulhatnak kialakulásához. A kifejezés alapjait képező morális problémák, feltehetően színházi és filmes körökből, már a 20. század elején elterjedt szleng kifejezés megszületése előtt is ismertek voltak. (Így például Magyarországon Nopcsa Elek báró esete az 1800-as évek végén, aki hivatali hatalmával gyakran visszaélt. Az Operaház intendánsaként a balettkar fiatal táncosnőit kerítette a Nemzeti Casino arisztokratáinak, gyakran mondogatta „Erre vezet az út a színpad felé”. Emiatt 1897-ben elbocsátották.)
A kifejezést nemcsak a színházi szféra és a filmipar szereplőivel kapcsolatosan alkalmazzák, számtalan egyéb területen is előfordulnak hasonló esetek, ahol a vágyott pozíciók eléréséhez sokszor csak szexuális megalkuvással a „szereposztó díványon” keresztül vezethet az út. Simonovits Bori szociológus szerint minél kevésbé átláthatók és szabályozottak a viszonyok egy szektorban, annál gyakrabban alakulhatnak ki megalázó szituációk a különböző hatalmi helyzetben lévő emberek között.
Magyarországon, ahogy más országokban és tevékenységi körökkel foglalkozó szervezeteknél sem kötelező, de vannak köznevelési intézmények – ilyen az egyik, színház- és filmművészeti tudást és a színészek hivatását is oktató Színház- és Filmművészeti Egyetem (SZFE) is –, ahol etikai kódexben rendezik a hallgatók és az oktatók függelmi helyzetét, ebben kifejezetten megtiltva, hogy az oktatók valamilyen anyagi vagy egyéb ellenszolgáltatás fejében jogosulatlan előnyhöz juttassák a diákokat. Minden olyan eset, amely túlmegy a normális oktató-növendék viszony keretein – még ha a szakma sajátságaiból adódóan a színészetben ez valamelyest tágabban értelmezhető is –, büntetőjogi kategóriába tartozik és akként is kell kezelni.

## Magyarországi története

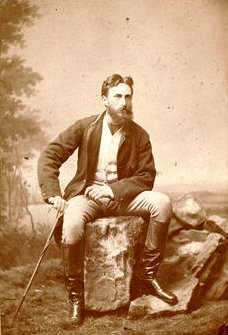
Keglevich István intendáns, a főrendiház tagja

Láng Róbert 2015-ben megjelent írásában állítja, hogy a közkeletű „szereposztó dívány" kifejezés magyar nyelven történő megszületése Keglevich István működéséhez és korához kötődik, aki a 19. század végén az állami színházakat felügyelő intendáns volt. Mindenbe beleszólt, az előadandó színdarabokba, a rendezők munkájába, a díszletbe, a próbákba, sőt, a szereposztásba is. Akkoriban a Nemzeti Színház fennálló szabályzata biztosította azt, hogy a szereposztás úgynevezett „egészen igazgatói jognak” minősüljön. Keglevich intendánsi működésének volt maradandó pozitív emléke is – ilyen például a Nemzeti Színház különlegességi kelléktára –, működését azonban magánéleti összefonódások terhelték, sok nyilvános bírálatot váltott ki pazarló gazdálkodása és zsarnoki természete, ami miatt Jászai Mari és Csillag Teréz el is hagyták a Nemzeti Színházat. Mint Jászai írta emlékirataiban: „ilyesmi csak ott történhetik, ahol nem a színház jól megfontolt érdeke a fontos, hanem a protekció minden áron való érvényesülése. A Nemzeti Színház lealázott, pofoncsapott, az önérzetemet akarta megölni.” A sikerre áhítozó, szerényebb tehetségű színésznők ellenben kedveskedtek a jóképű grófnak, keresték a kegyeit.
Érdekesség, hogy Magyarországon az egyik legközismertebb példa mégsem a színházi- és filmvilágból, hanem a meglehetősen puritán Kádár-rendszer könnyűzenei életéből maradt fenn, és számos visszaemlékezés szerint Erdős Péter nevéhez köthető.
Sándor Erzsi újságíró – aki a pályáját színésznőként kezdte – egy 2017 októberi Facebook-bejegyzésében arról írt, hogy maga a jelenség valószínűleg a történelem során mindig létezett az emberi kapcsolatokban, amikor valaki – aspiráns, gyakornok, alkalmazott vagy egyszerűen egy alárendelt helyzetben lévő személy – azért kaphatta meg azt, amire vágyott, mert beleegyezett abba, hogy cserébe szexuális kapcsolatot létesít egy másik személlyel, aki a vágyának tárgyát megadhatta neki, mivel arra éppen jogosult volt. A megalázó esemény helye természetesen egy díványon kívül lehet egy öltöző, vágóhelyiség, iroda vagy akár az illemhelyiség is. Sándor Erzsi, mint interjúalany, a Népszava 2017. október 16-án megjelent Legyőzni a hatalmukkal visszaélő erőszaktevőket című cikkben nyilatkozta azt, hogy  amikor 1983-ban a kecskeméti Katona József Színházban Gyurkó László, Jancsó Miklós és Hernádi Gyula voltak az intézmény vezetői, ő is átélt egy molesztálást, amiről részleteket is említve számolt be.
Jöttek a színinők, s köztük sok tejfehér bőrű, hamvasszőke, molett, s egyik-másik az igazgató úr díványára, a szereposztó díványra pislogott. Beöthy kellető mosollyal csörgette kulcsait.
– Nem vagyok én Nopcsa... Az bizony mint intendáns sorra berendelte a balerinákat. Ha valamelyik tiltakozni próbált, konokul csak ennyit mondott: „Il faut passer par la”: ezen át kell esni. De azért hatalmi helyzetének ezt az előnyét is szívesen kiaknázta, tápot adva a fejcsóváló és főleg irigy suttogásoknak.
A Nógrád című lap 1987-ben így írt a híres amerikai filmcsillagról, Marilyn Monroe-ról: „A véletlenek sorozata emeli álmai, a film világába. Előbb fotómodell, majd sokat kesergő statiszta, s a „szereposztó díványok” korszaka után végre felfedezik. De csak a testet, az ellenállhatatlan szőke vampot látják első filmjeiben. Így vall erről: Hollywood a lelkedért csak ötven centet ad. Évek telnek el, amíg az elit is befogadja, elismeri színészi kvalitásait.”
Az ismert közhellyel kapcsolatban Bálint András Jászai Mari-díjas színész és színházigazgató szerint van egy elterjedt pesti vicc a színész-rendezőről, aki ül az öltözőjében a szereposztó díványán, és közben azt mondogatja: „magamra osztom, magamra osztom”.
Részlet a kifejezés használatára egy magyar nyelvű színházi kritika szövegéből:
…A Nobel-díjas híresség, aki éppen a készülő film néhány muszterének megtekintésére érkezik a rendezőhöz és az operatőr Julius Jaenzonhoz, merő véletlenségből találkozik a felvágott nyelvű, fiatal színésznővel, Tora Tejével, Sjöström szeretőjével. Az elfogulatlan ifjú hölgy, aki először nem átallja az írónőt a csinos lányok színipályán való előrejutásának közismert közhelyeivel traktálni (lásd szereposztó dívány és hasonlók), csakhamar értésre adja, hogy nem hajlandó ájultan tisztelni a körülrajongott nemzeti ereklyét. Ehelyett szemtelenül belekotnyeleskedik az alkotáslélektan rejtelmeibe.…
A nők és férfiak egy része áldozatként éli meg az alárendeltségéből fakadó élethelyzetet, más részük harcos ellenállóként visszautasítja az ajánlatot, viszont vannak, akik végül megteszik a kért "szívességet” és mélyen hallgatnak az esetről az életük során. Egy vizsgálat szerint a női hallgatók 5 százaléka számolt be arról, hogy oktatói részről nem kívánt szexuális közeledést élt át a tanulmányai alatt, az Eötvös Loránd Tudományegyetemen. 
2017-ben világszerte közbotrányt okozott Harvey Weinstein amerikai filmproducer zaklatási ügye, az ügy kapcsán Földes Eszter színésznő úgy nyilatkozott, hogy „Sajnos szereposztó dívány létezik! Számos más jellegű, nem ennyire durva, de ugyanúgy szexista, hímsoviniszta megaláztatásban volt részem”.
Verebes István Jászai Mari-díjas rendező, színész és színházigazgató az eset kapcsán sajnálkozva kijelentette, hogy egy befolyásos rendező sok mindent megtehet: „Mocskos módon megaláznak nőket, férfiakat egyaránt, és ezt mindenki tudja”.
A jelenség megítéléséről megoszlanak a legújabb kori színházi és szakmai vélemények.
Az amerikai Harvey Weinstein ügyének kirobbanása után, 2017 október 15-én elindult az úgynevezett Me Too-mozgalom, ami elsősorban az internetes közösségi médiumok felületein a szexuális, mentális vagy bármilyen más nemű erőszakról, szexuális korrupcióról, megalázásokról, pozíciójukkal és hatalmukkal visszaélőkről, a kiszolgáltatott helyzetűek megfélemlítéséről, ellehetetlenítéséről szóló megosztásokat gyűjti. Párhuzamosan Magyarországon is elindult egy párbeszéd, Schilling Árpád egy október 14-ei Facebook-bejegyzésével a zaklatási témákon belül a szereposztó dívány helyzetéről is.
A botrányoktól hangos amerikai Weinstein-ügy hatására a 21. század eleji közgondolkodásban és a negyedik hullámos feminizmusban a társadalmilag elítélt szexuális erőszak fogalma kiszélesedett, ami a hétköznapi hímsovinizmus jelenségeit is egyre jobban hátrébb szoríthatja. 2017 őszén a nők zaklatásának problémája, a különféle történeteiket a Me Too-mozgalom során nyilvánosan megosztó áldozatok miatt világszerte, Magyarországon pedig többek között a Marton Lászlóval kapcsolatos botrány vonatkozásában került a közbeszédbe és jelent meg a közösségi oldalakon, valamint a nyilvánosság főbb médiumaiban.
A Btk. 305. §-a, a hivatali visszaélés bűntettének meghatározásában részletesen leírja, hogy „a hivatalos minőséghez kapcsolódó jogosítványok tudatosan, a társadalmi rendeltetésükkel ellentétesen, szabályellenesen, alakilag törvényesnek tűnő eljárás keretében történő gyakorlása” … során az „előny vagy a hátrány lehet anyagi természetű, de felmerülhet ezen kívül más, így erkölcsi, személyi természetű előny megszerzése, vagy hátrány okozása is.”

### Etimológiai érdekességek
A díva nemzetközi szó, a magyarba a 19. század második felében kerülhetett be a németből vagy az olaszból. A szó a latin diva szóból származik, aminek a jelentése „istennő”. Azonban a Nyelv és Tudomány szórakoztató-ismeretterjesztő internetes hírportál nyelvészei kizárják azt, hogy az oszmán-török eredetű dívány szavunkkal összefüggésbe hozható lenne a magyar díva szavunk. 1577-ben került a magyar szavaink közé a dívány szó, amely abban különbözik az ágytól, hogy kárpitozással, támlával és gyakran karfával van ellátva. Számtalan szavunk van egyébként a díványhoz hasonló kényelmes fekvőalkalmatosság elnevezésére: kanapé, rekamié, pamlag, kerevet, sezlon, hencser, heverő, szófa.

## Amerikai vonatkozásai

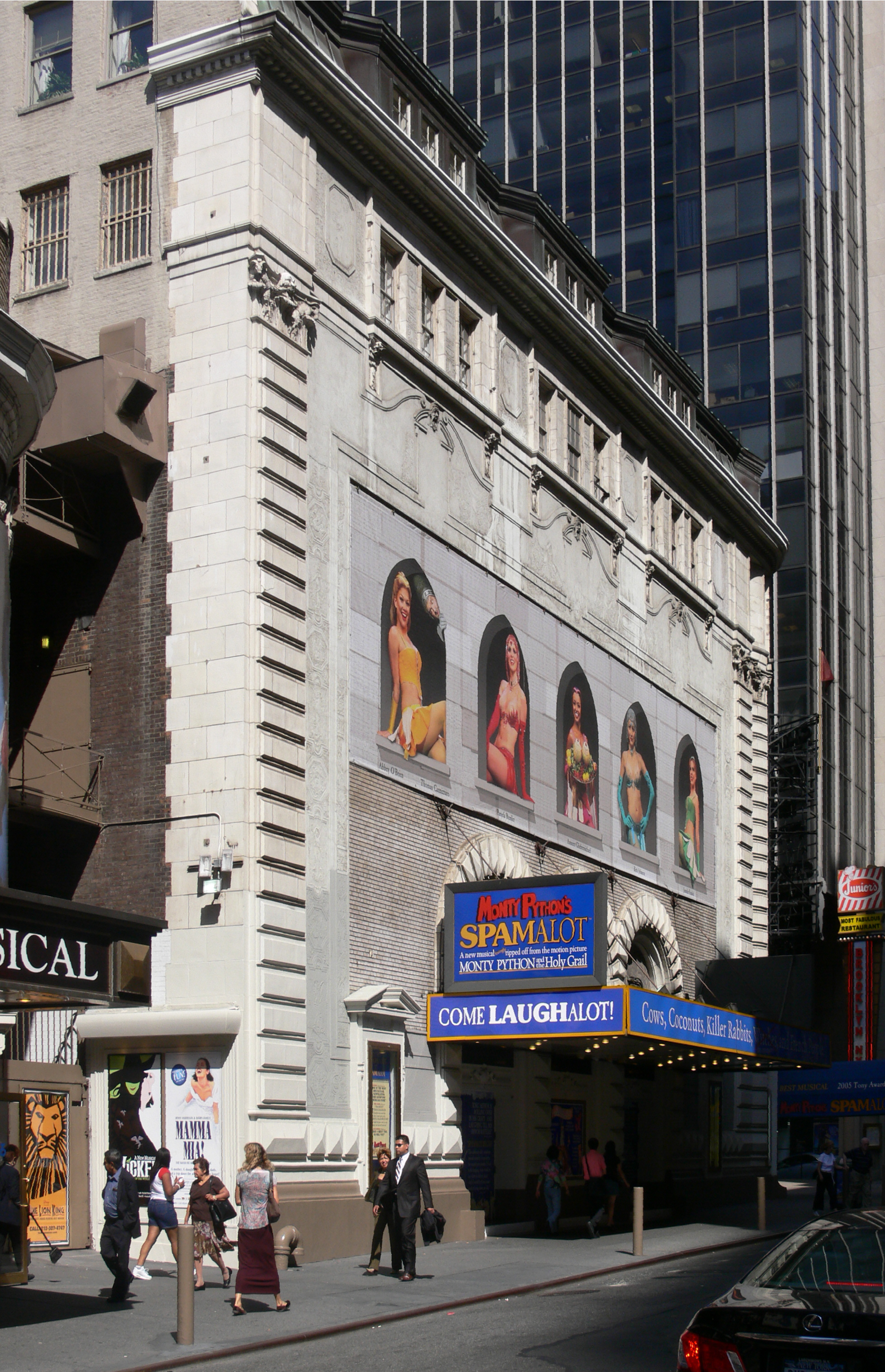
A Schubert Színház a New York-i Broadwayen 2007-ben

A kifejezés angol megfelelője a „casting couch”, ami angol nyelvű források szerint a Broadway-színházcsináló Shubert-testvérek, illetve egy szintén amerikai színházi rendező, producer és drámaíró, a Magyarországon elsősorban a Pillangókisasszony című drámájáról ismert, de a szcenikában bevezetett technikai újításairól is nevezetes David Belasco nevéhez fűződik, akik gyakran hívtak meg apartmanjaikba, a szereposztó díványra fel-letűnő színésznőket.
A jelenséget már korábban is leírták, de a kifejezés a sajtóorgánumok hasábjain az 1920-as, '30-as években jelent meg immár köznyelvi fordulatként. Így szerepel például a Daily News egyik, Max Lief 1929-es kiadású Hangover: A Novel of Broadway Manners novellájáról írt kritikájában is. Az amerikai történelmi szlengszótár (Historical Dictionary of American Slang) szerint 1931-ben már definíciószerűen (rendezői/vezetői irodában olyan fiktív vagy valódi kanapé, amelyet nemi aktusra használnak olyan színésszel, aki szerepet remél.) jelen volt az Amerikai Egyesült Államok szlengjében.
1924-ben mutatták be a The Casting Couch című, a jelenséget feldolgozó korai erotikus némafilmet (azt azonban nem tudni pontosan, hogy a címet nem később kapta-e).
Az 1960-as évekre megváltozott a szó szerinti bútorra való utalás, és a kifejezés egyre inkább a „show business” szeszélyes szexuális politikájának szinonimája lett. Ezután, bár elültek az ezzel kapcsolatos híresztelések, a 2010-es években nagy nyilvánosságot kapott két, a filmszakmában a 20. század végén elkövetett sorozatos munkaköri szexuális visszaélés is, azonban a 2017 októberében kirobbant, Európába is átgyűrűző Harvey Weinstein-botrány tette teljesen nyilvánvalóvá, hogy a szereposztó dívány öröksége még mindig kárhoztatja Hollywoodot.

## Francia vonatkozásai
A kifejezés francia megfelelője a „promotion canapé”, amely a heteroszexuális, de a homoszexuális férfiakra és nőkre is vonatkozik. A "promotion canapé" megtalálható a munka, a politika, de még a vallásos világban is. A szó szerinti bútorra való utalás megváltozott és egyre inkább a hétköznapi életben szexuális cselekményekkel történő karrier építés módozatának a szinonimájává vált. 1990-ben ebben a témában mutatták be Promotion canapé címmel Didier Kaminka rendező komédiáját.

## Indiai vonatkozásai
A 2000-es években kaptak sajtónyilvánosságot a bollywoodi modell és színész férfiakat érintő szereposztó dívány szituációkat feltáró kinyilatkoztatások.

## Lásd még
- Me Too-mozgalom